# Parafia Narodzenia Najświętszej Maryi Panny w Racławicach
Parafia Narodzenia Najświętszej Maryi Panny w Racławicach – parafia rzymskokatolicka, znajdująca się w archidiecezji krakowskiej, w dekanacie Bolechowice. W parafii posługują księża diecezjalni. Według stanu na wrzesień 2018 proboszczem parafii był ks. Jacek Miodek. 